# Guny
Guny – miejscowość i gmina we Francji, w regionie Hauts-de-France, w departamencie Aisne.
Według danych na styczeń 2014 roku gminę zamieszkiwało 457 osób, a gęstość zaludnienia wynosiła 49,5 osób/km².